# Шетеняй
Шетеняй (лит. Šeteniai; пол. Szetejnie) — село в Кедайнском районе Каунасского уезда Литвы. Расположено в 13 км к северу от Кедайняя, на берегу реки Нявежис.

## История
В 19-м веке в Шетеняй было два поместья, с сельхозугодьями. 
29 февраля 1896 года в селе Шетеняй родился будущий литовский офицер, министр иностранных дел Литвы в 1938—1940 годах Юозас Урбшис.
30 июня 1911 года в селе Шетеняй родился будущий польский поэт, лауреат Нобелевской премии по литературе 1980 года Чеслав Милош.
 12 июня 1999 года, на берегу реки Нявежис, на месте бывшего амбара поместья, был основан культурный центр писателя Чеслава Милоша. Здесь проходят литературные вечера, встречи, конференции и экспозиция, посвященная праведнику мира Чеславу Милошу. Культурный центр окружен парком с изделиями мастеров резьбы по дереву.

## Галерея

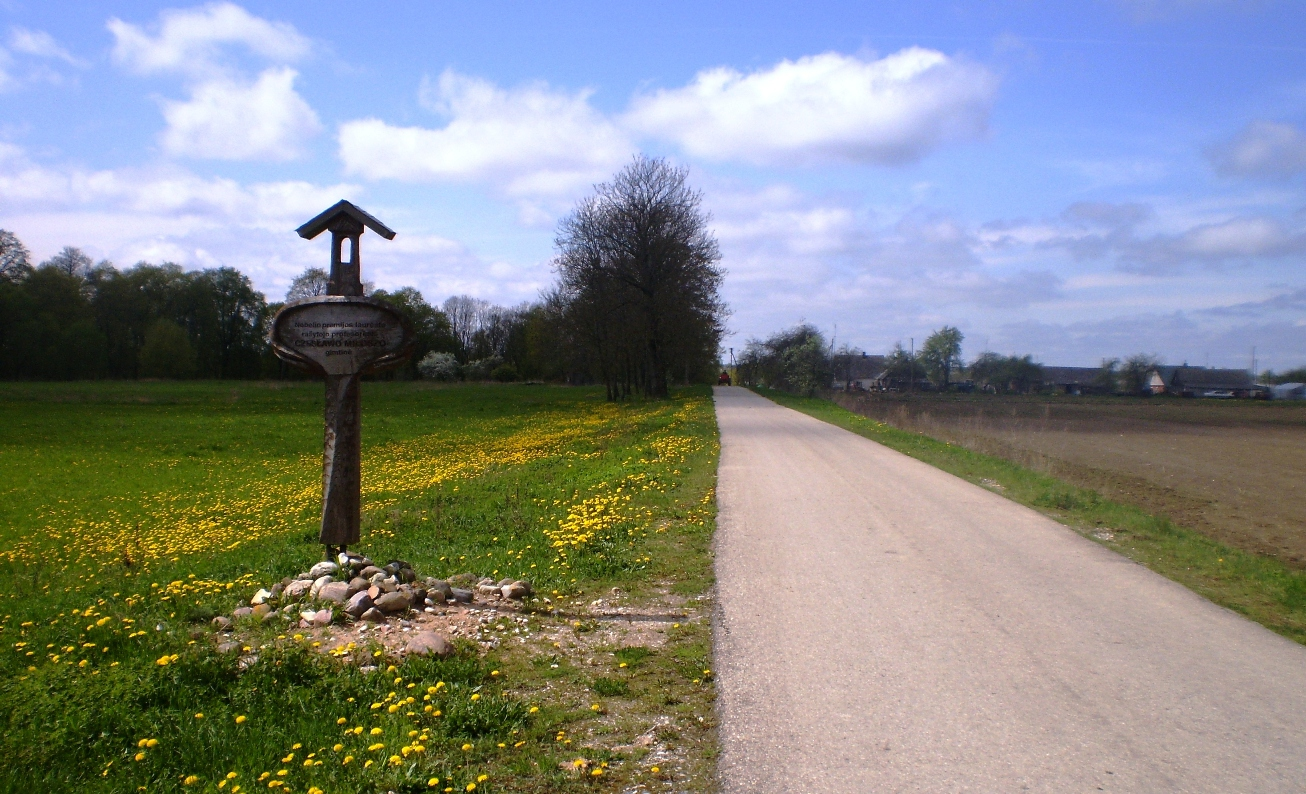
Въезд в село
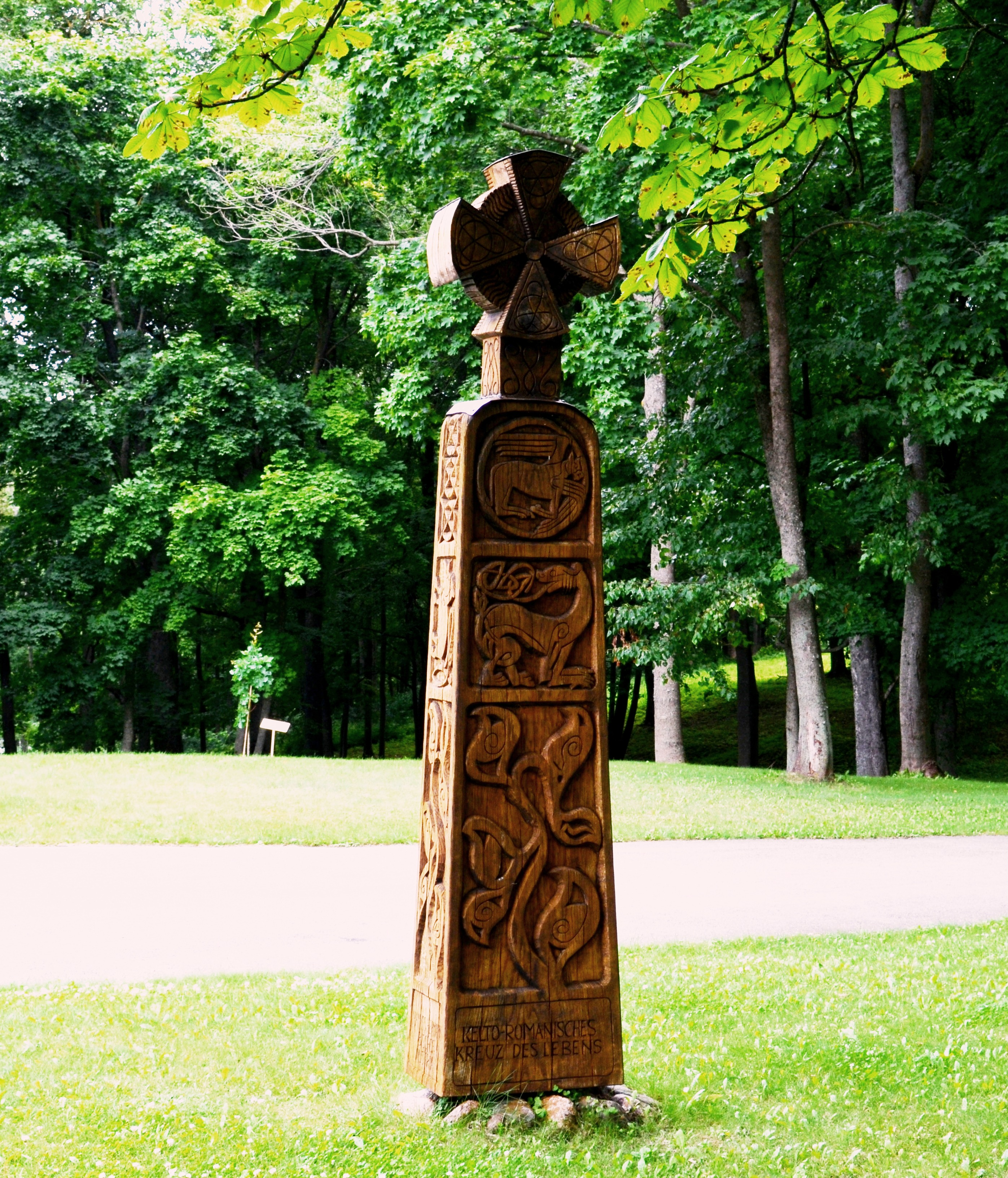
Амбар-музей в усадьбе Чеслава Милоша
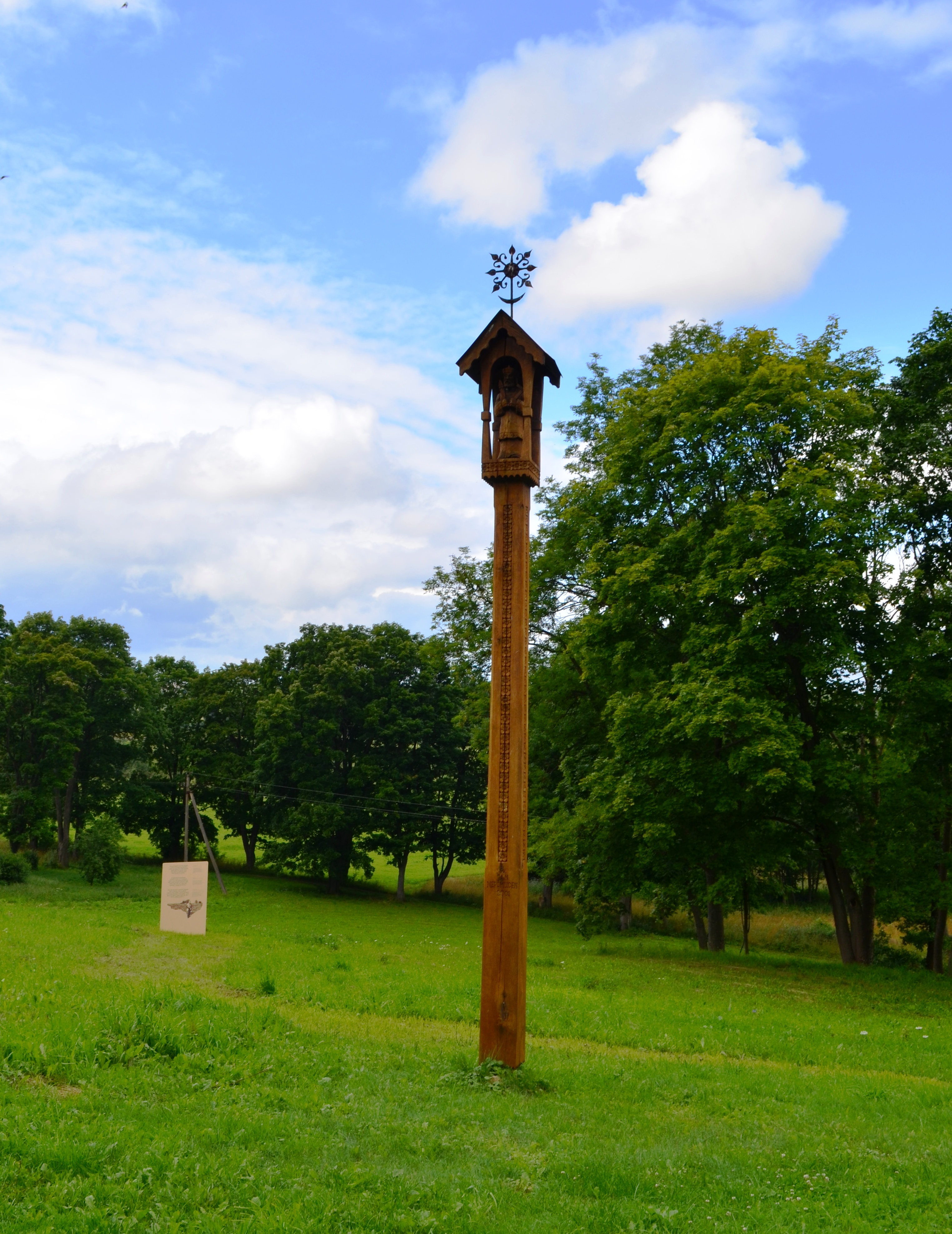
Знак часовни
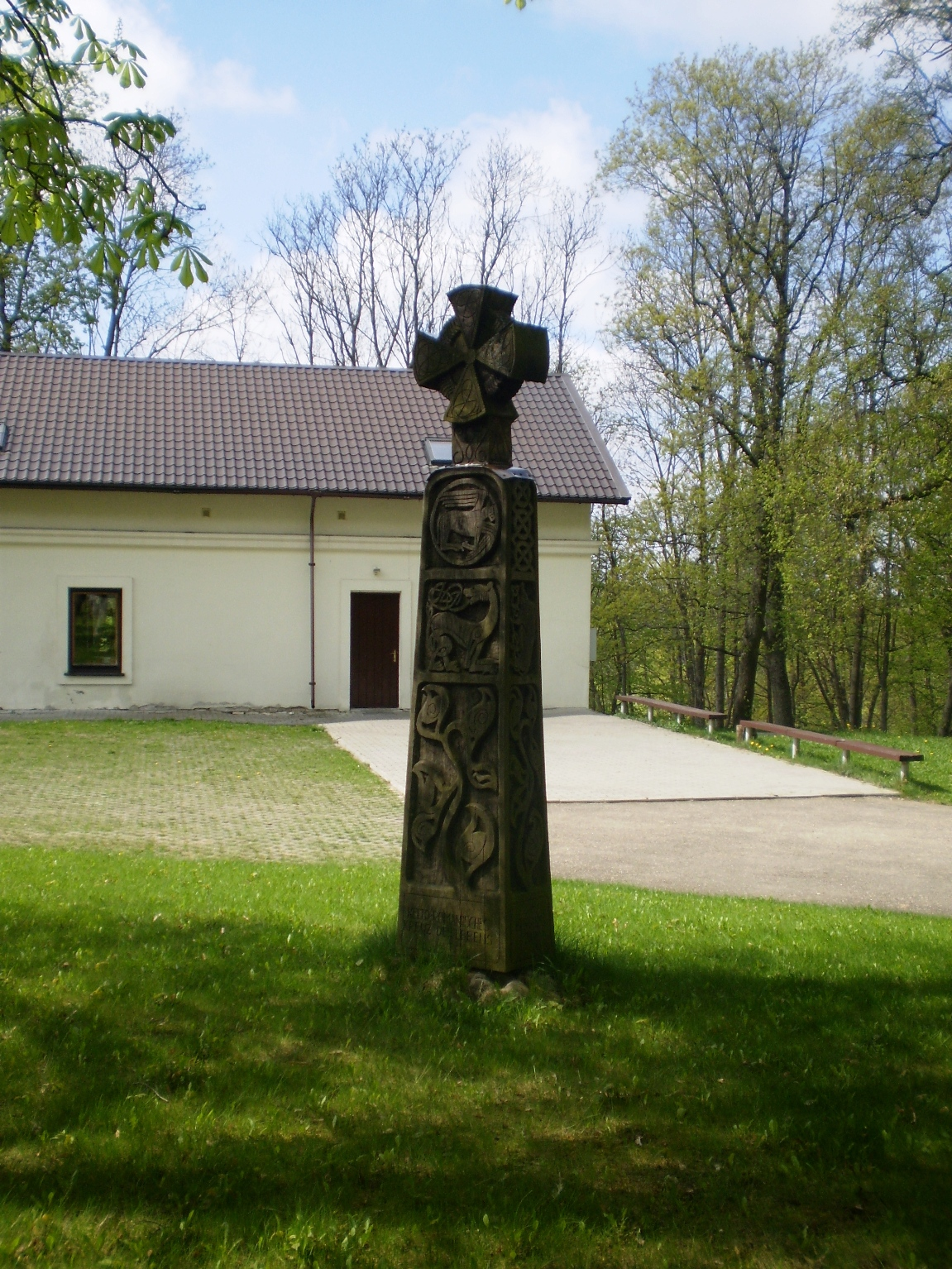
Кельтский крест
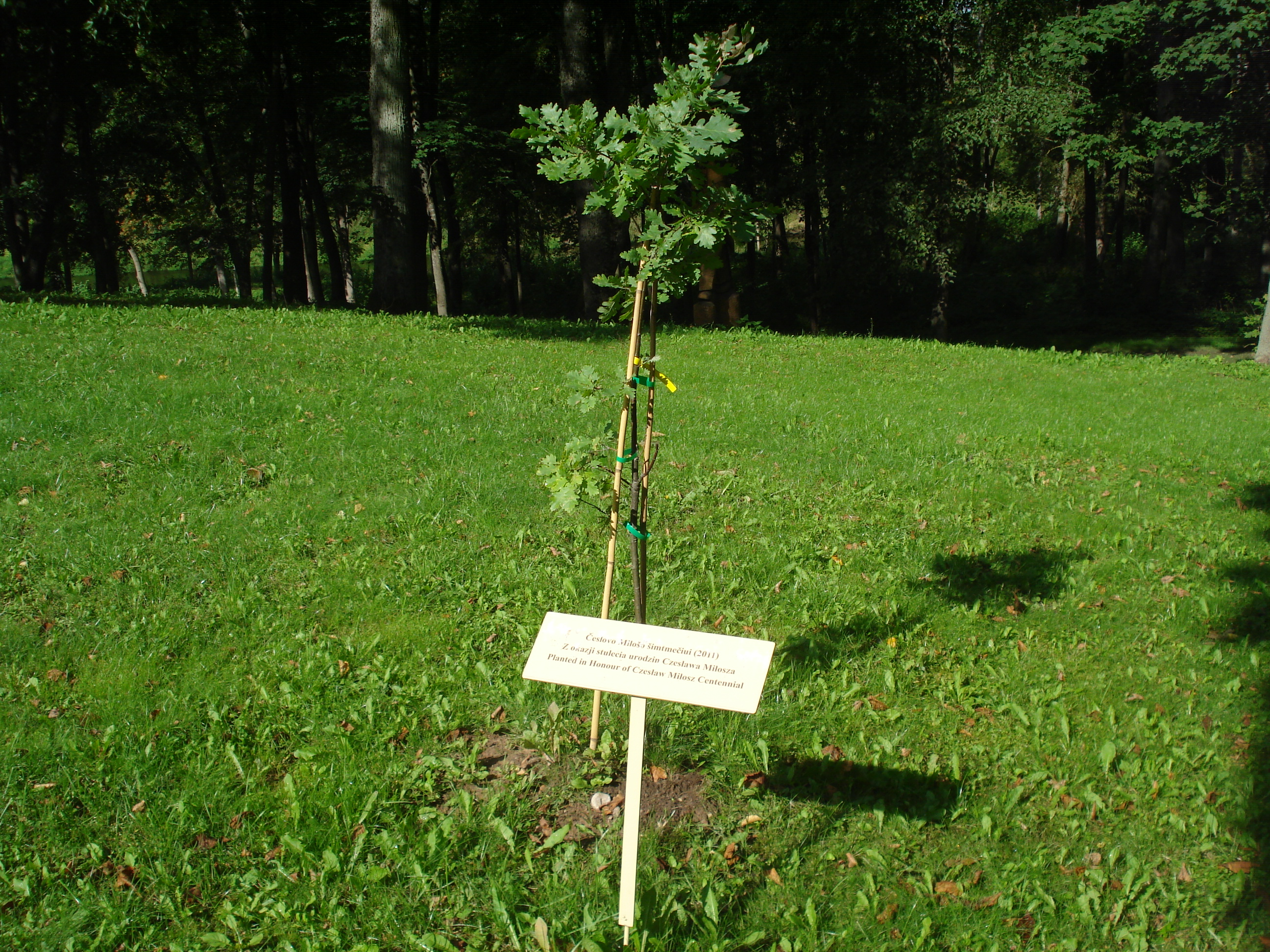
Мемориальный дуб Чеслава Милоша
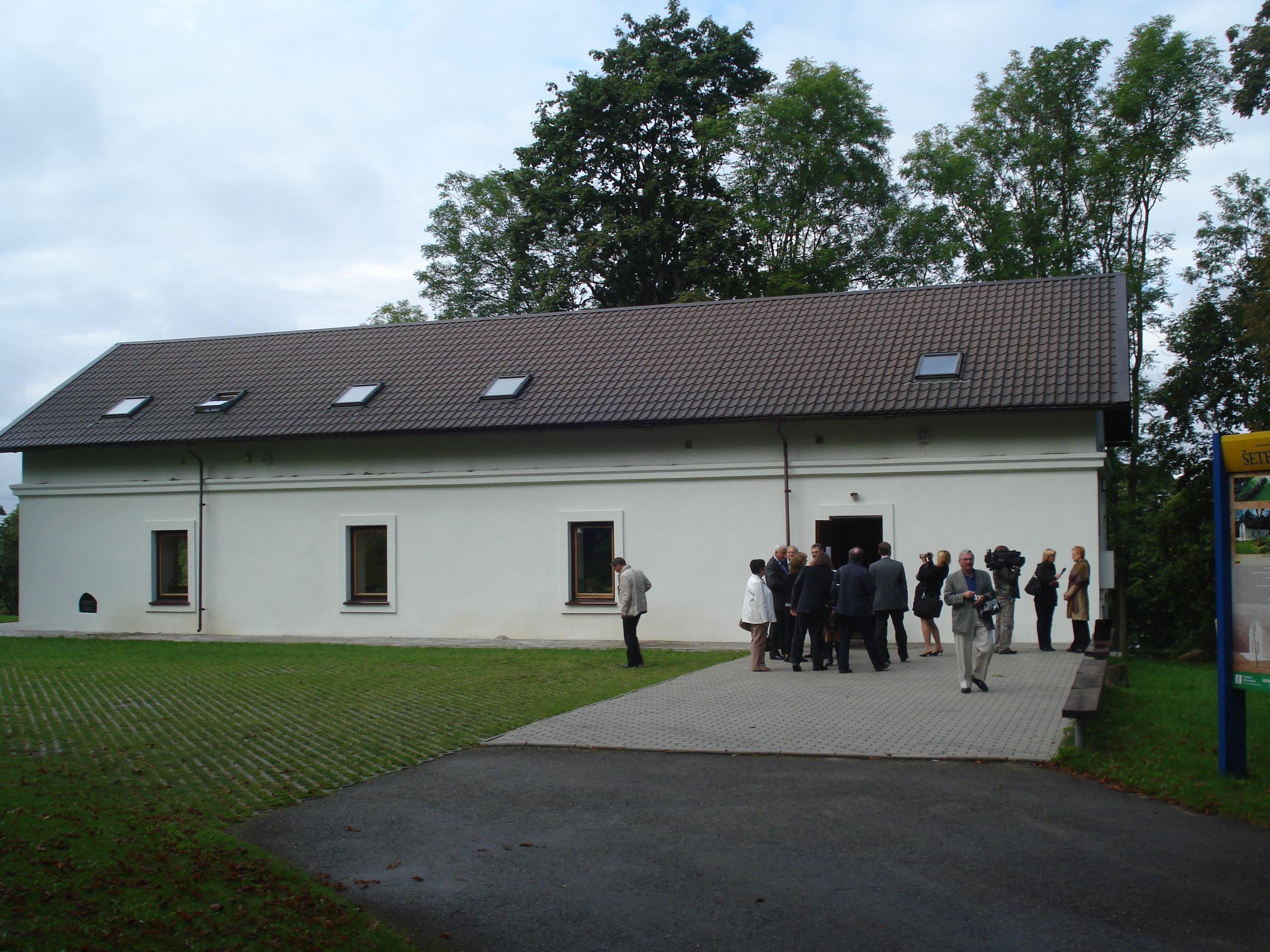
Культурный центр имени Чеслава Милоша